# وا
وا (به لاتین: Wa) یک منطقهٔ مسکونی در غنا است که در منطقه غرب علیا واقع شده‌است. وا ۱۰۲٬۴۴۶ نفر جمعیت دارد و ۳۰۵ متر بالاتر از سطح دریا واقع شده‌است.

## خواهرخوانده
شهر ایپر خواهرخواندهٔ وا هست.